# Theodor Heimbrod
Theodor Albert Heimbrod (* 1821 in Gleiwitz; † 3. Juni 1882 in Breslau) war ein deutscher Jurist und Politiker.

## Leben
Heimbrod absolvierte ein Studium der Rechtswissenschaften an der Universität Breslau. Danach war er seit 1846 Oberlandesgerichtsassessor am Oberlandesgericht Ratibor, 1848 in Sohrau bei Rybnik und von 1852 bis 1861 Staatsanwalt am Kreisgericht Leobschütz. Danach war er Kreisgerichtsdirektor am Kreisgericht Rybnik, seit 1868 Vizepräsident des Appellationsgerichts in Magdeburg und schließlich Senatspräsident am Oberlandesgericht Breslau.
Er war vom 30. Oktober 1848 bis zum 10. Mai 1849 Mitglied der Frankfurter Nationalversammlung für Schlesien in Rybnik in der Fraktion Casino.
1862 war er Mitglied des Preußischen Abgeordnetenhauses für die konservative Fraktion.